# Ivan Sjisjkin

Ivan Sjisjkin

Ivan Ivanovitj Sjisjkin (ryska: Иван Иванович Шишкин), född 25 januari (gamla stilen: 13 januari) 1832 i Jelabuga, död 20 mars (gamla stilen: 8 mars) 1898 i Sankt Petersburg, var en rysk målare. 
Sjisjkin studerade 1857–61 vid konstakademien i Sankt Petersburg, där han 1860 fick stora guldmedaljen. Han studerade i München och Zürich till 1866, företog ständiga studieresor i Ryssland och utnämndes 1873 till professor. Han tillhörde peredvizjnikerna och anses som en av Rysslands främsta landskapsmålare. De bästa av hans verk införlivades med Tretjakovgalleriet i Moskva.
Asteroiden 3558 Shishkin är uppkallad efter honom.

## Galleri

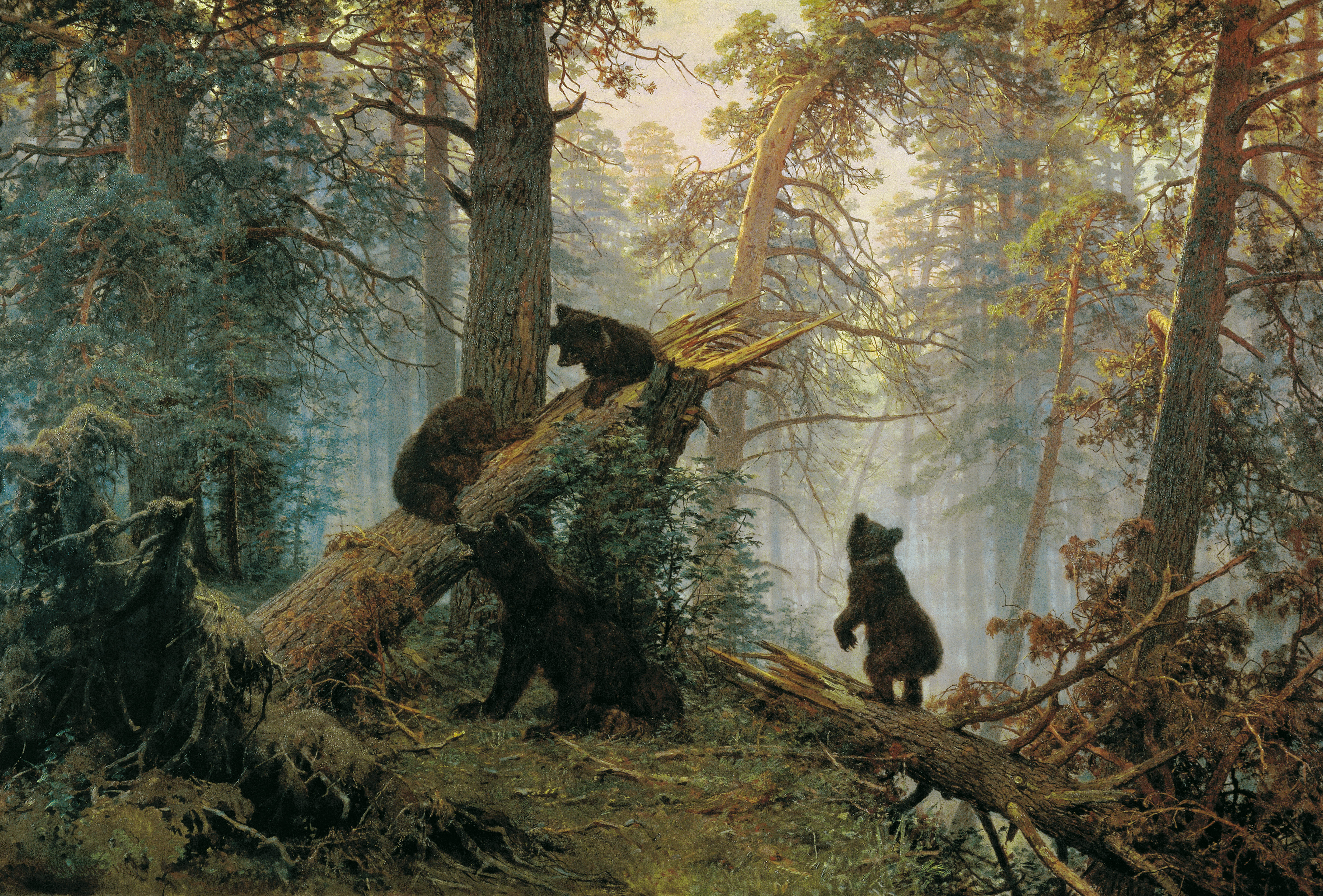